# Fischamend
Fischamend là một đô thị thuộc huyện Wien-Umgebung trong bang Niederösterreich, Áo.